# Perspectiva

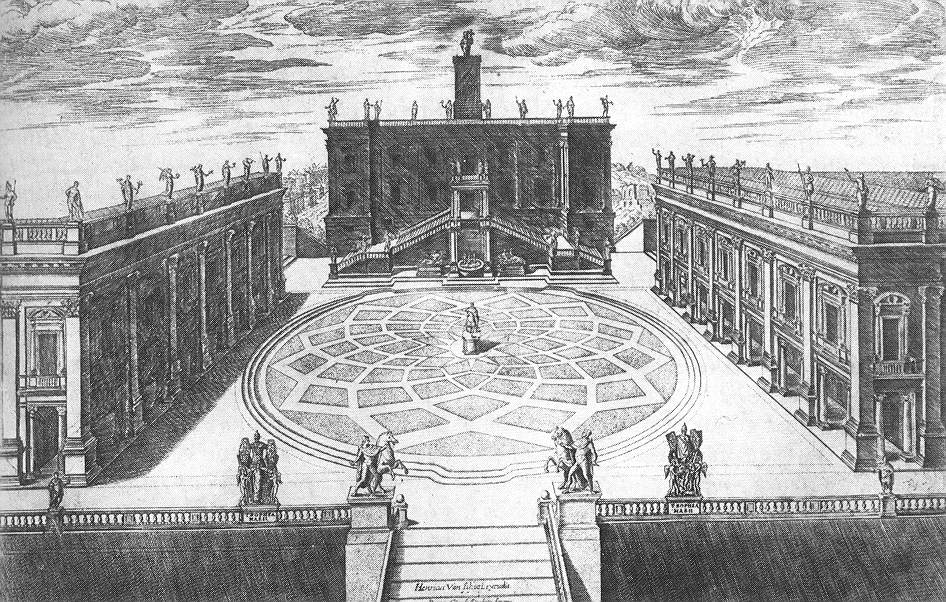
Perspectiva del Campidoglio de Roma. Miquel Àngel, en dissenyar la composició d'aquesta petita plaça, disposà els edificis laterals confluint cap al fons per reforçar la sensació de profunditat

La perspectiva és un conjunt de tècniques per a representar gràficament objectes tridimensionals en una superfície bidimensional plana. Alguns mètodes, com la perspectiva cavallera, es basen en una il·lusió òptica que, percebuda per l'observador, ajuda a recrear la distància i dimensions relatives entre els diferents elements de la composició. En el dibuix i altres àrees, la perspectiva pot recrear profunditat i altres efectes de reducció dimensional i distorsió angular, tal com els apreciem a ull nu.
Per extensió, també s'anomena perspectiva el conjunt de circumstàncies personals i socials que envolten una persona i que influeixen en la seva percepció o en el seu judici, o vista d'un conjunt d'objectes que fa una impressió de distància o encara el desenvolupament d'un afer, que hom preveu per al futur.

## Etimologia
Prové de l'adjectiu del llatí tardà perspectivus, derivat del verb perspicere que significa «mirar a través». La primera menció en català data del 1696 al Gazophylacium catalano-latinum de Joan Lacavalleria i Dulac.

## Història
Al l'edat mitjana, l'art es dedica a definir imatges lineals o bidimensionals: col·loca les figures en posició frontal i limita els elements d'acompanyament ambiental. Això comença a canviar, des d'Itàlia, al segle xiii.A la darreria d'aquest segle, el pintor Giotto di Bondone (1367-1337) comença a identificar la figura humana, amb concreció del volum dins d'un espai tangible, que respon a la idea l'humà té un paper actiu en el món.

### Renaixement
En el Renaixement, la idea principal de l'època era descobrir amb precisió la relació entre l'observador individual i els objectes que veu en un moment precís, i determinar com canviar aquesta relació en funció de la distància o de l'angle d'observació. La importància se situa en la relació dinàmica entre objecte i subjecte que està vist, pintat, o observat.
Els pensadors medievals, com els renaixentistes, enfoquen la bellesa atenent al principi grec segons el qual la bellesa és la coincidència de ser i semblar: es diu que una cosa és bella quan apareix com a vertadera.
El caràcter intel·lectual de la pretensió de contenir l'essència de la realitat es manifesta en el creixement de l'estudi de les condicions generals de l'espai. Pel que respecta a l'art, tant pensadors medievals com renaixentistes atribueixen a l'obra, en sentit ple, un caràcter icònic.

## Classificació general
|  | Isomètrica (tres angles iguals (120º), coef. de reducció iguals) |
|  |                                                                  |
|  | Dimètrica (dos angles iguals, dos coeficients diferents)         |
|  |                                                                  |
|  | Trimètrica (tres angles i coeficients diferents)                 |
|  |                                                                  |

|  | Cavallera |
|  |           |
|  | Militar   |
|  |           |

|  | Isomètrica (tres angles iguals (120º), coef. de reducció iguals) |
|  |                                                                  |
|  | Dimètrica (dos angles iguals, dos coeficients diferents)         |
|  |                                                                  |
|  | Trimètrica (tres angles i coeficients diferents)                 |
|  |                                                                  |

|  | Cavallera |
|  |           |
|  | Militar   |
|  |           |

|  | Isomètrica (tres angles iguals (120º), coef. de reducció iguals) |
|  |                                                                  |
|  | Dimètrica (dos angles iguals, dos coeficients diferents)         |
|  |                                                                  |
|  | Trimètrica (tres angles i coeficients diferents)                 |
|  |                                                                  |

|  | Cavallera |
|  |           |
|  | Militar   |
|  |           |

|  | Isomètrica (tres angles iguals (120º), coef. de reducció iguals) |
|  |                                                                  |
|  | Dimètrica (dos angles iguals, dos coeficients diferents)         |
|  |                                                                  |
|  | Trimètrica (tres angles i coeficients diferents)                 |
|  |                                                                  |

|  | Cavallera |
|  |           |
|  | Militar   |
|  |           |

## Geometria de la perspectiva

Perspectiva cònica

Des d'un punt de vista geomètric, podem simular l'efecte visual de la perspectiva projectant els objectes tridimensionals sobre un pla (bidimensional) en l'anomenada perspectiva cònica. Rep aquest nom pel fet que totes les línies de projecció parteixen d'un punt (a manera d'un con). Per aquest procediment, es poden obtenir imatges realistes. No obstant això, no pot imitar la visió estereoscòpica de l'ésser humà.

## Perspectives simplificades
Un altre sistema de representació gràfica és el de projecció paral·lela (semblant a la projecció ortogràfica). En aquest cas, les rectes projectades no convergeixen en un punt, sinó que són paral·leles, per la qual cosa aquest sistema sol rebre també el nom de projecció paral·lela. Aquest sistema no reflecteix fidelment la profunditat de l'espai ni la distorsió dels angles, però, coneixent l'escala dels eixos ortogonals, permet obtenir la veritable magnitud dels objectes dibuixats.

### Perspectiva axonomètrica

Perspectiva axonomètrica

En la perspectiva axonomètrica, es poden dibuixar els eixos XYZ des de diverses perspectives, cosa que produeix un efecte visual particular en cada cas:
1. Perspectiva isomètrica: és una forma de projecció gràfica o, més específicament, una axonomètrica cilíndrica ortogonal. Constitueix una representació d'un objecte tridimensional en dues dimensions, en què els tres eixos de referència tenen angles de 120º, i les dimensions guarden la mateixa escala sobre cada un d'aquests. La isometria és una de les formes de projecció utilitzades en dibuix tècnic que té l'avantatge de permetre la representació a escala, i el desavantatge de no reflectir la disminució aparent de mida proporcional a la distància que percep l'ull humà.
2. Perspectiva cavallera: és un sistema de projecció paral·lela obliqua en què, per conveni, el pla projectant és horitzontal i les seccions horitzontals dels cossos representats es projecten en veritable magnitud.

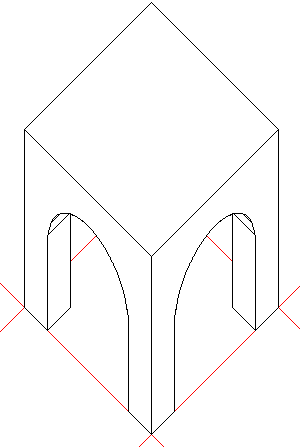
Perspectiva militar

3. Perspectiva militar, és un cas particular de la perspectiva cavallera.
4. DIN 5: la perspectiva DIN-5 es correspon a la UNE 1-031-75 B.
La perspectiva DIN-5 és la norma que recomana una perspectiva axonomètrica ortogonal dimètrica específica, que es caracteritza per formar 131º 25' entre els eixos XY i ZY, i 97º 10 'entre XZ. Els coeficients de reducció sobre els eixos X i Z són 2√2/3 = 0,943, i en l'eix Y és √2/3 = 0,471, i la relació entre aquests és: {\displaystyle cx=cz=2\cdot ci}, o bé, {\displaystyle ux:ui:uz=1:1/2:1}.
Com que els angles són fàcils de mesurar amb un transportador, se solen dibuixar traçant primer l'eix Z en vertical i, sobre aquest, una mesura aleatòria (la unitat), a partir de la qual es traça un triangle de costats la unitat i una vegada i mitja la unitat.
El costat del triangle format amb la unitat és l'eix Y, mentre que l'eix X és perpendicular al costat format per una vegada i mitja la unitat. A partir del seu extrem.
Com dibuixar els eixos XYZ per DIN 5, pas a pas:
1. Mesurem una distància D sobre l'eix Z, i denominem els extrems A i B.
2. Amb un compàs, tracem un arc de radi D des de A.
3. Amb un compàs, tracem un arc de radi D * 1,5 des de B.
4. A la intersecció dels dos arcs, marquem el punt C.
5. L'eix Y s'obté d'unir el punt A amb el punt C.
6. Tracem un arc de radi D des de C.
7. Tracem un arc de radi D des de B.
8. Unim la intersecció d'aquests dos arcs amb A i obtenim l'eix X.

## Perspectiva aèria

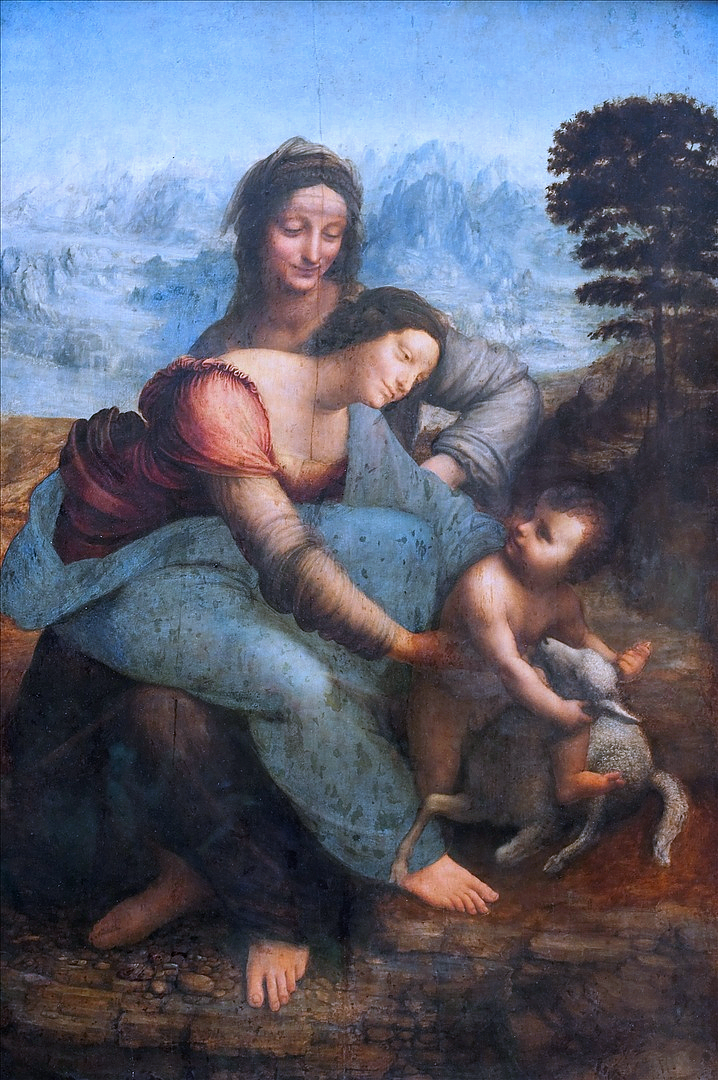
Pintura de Leonardo da Vinci en què s'usa la perspectiva aèria: Sant'Anna, la Vergine e il Bambino con l'agnello, 1510-1513.

La perspectiva aèria o perspectiva atmosfèrica és el mètode amb el qual es produeix una sensació de profunditat en una pintura, en imitar l'efecte d'espai que fa que els objectes es vegin més pàl·lids, blaus i nebulosos o menys distingibles a distància mitjana i llunyana. El terme l'encunyà Leonardo da Vinci, però la tècnica degué emprar-se ja en les antigues pintures murals grecoromanes de Pompeia. Es descobrí que la pols i la humitat en l'ambient causaven la dispersió de la lluminositat, i és la llum de longitud d'ona curta (blava) més disseminada i la llum de longitud d'ona llarga (vermella) menys escampada. Els pintors italians dels temps de Leonardo van usar el procediment; i fou aprofitat al segle xv pels artistes europeus del nord i després per Joseph Mallord William Turner. La perspectiva aèria és la que consta de 3 punts de fuga, dos per diagonals com l'obliqua i un tercer que pot estar per sobre o per sota de la línia d'horitzó (LH) segons si veiem l'objecte per sota o molt per sobre.

## Perspectiva en la pintura
Els procediments d'Alberti i la seva perspectiva van entusiasmar molts protagonistes del Renaixement, com Masaccio i Piero della Francesca, que en les seves obres exemplifiquen el que Alberti afirmava: “Els nombrosos aspectes de la natura són millor captats per l'ull si s'expressen amb formes geomètriques senzilles”.

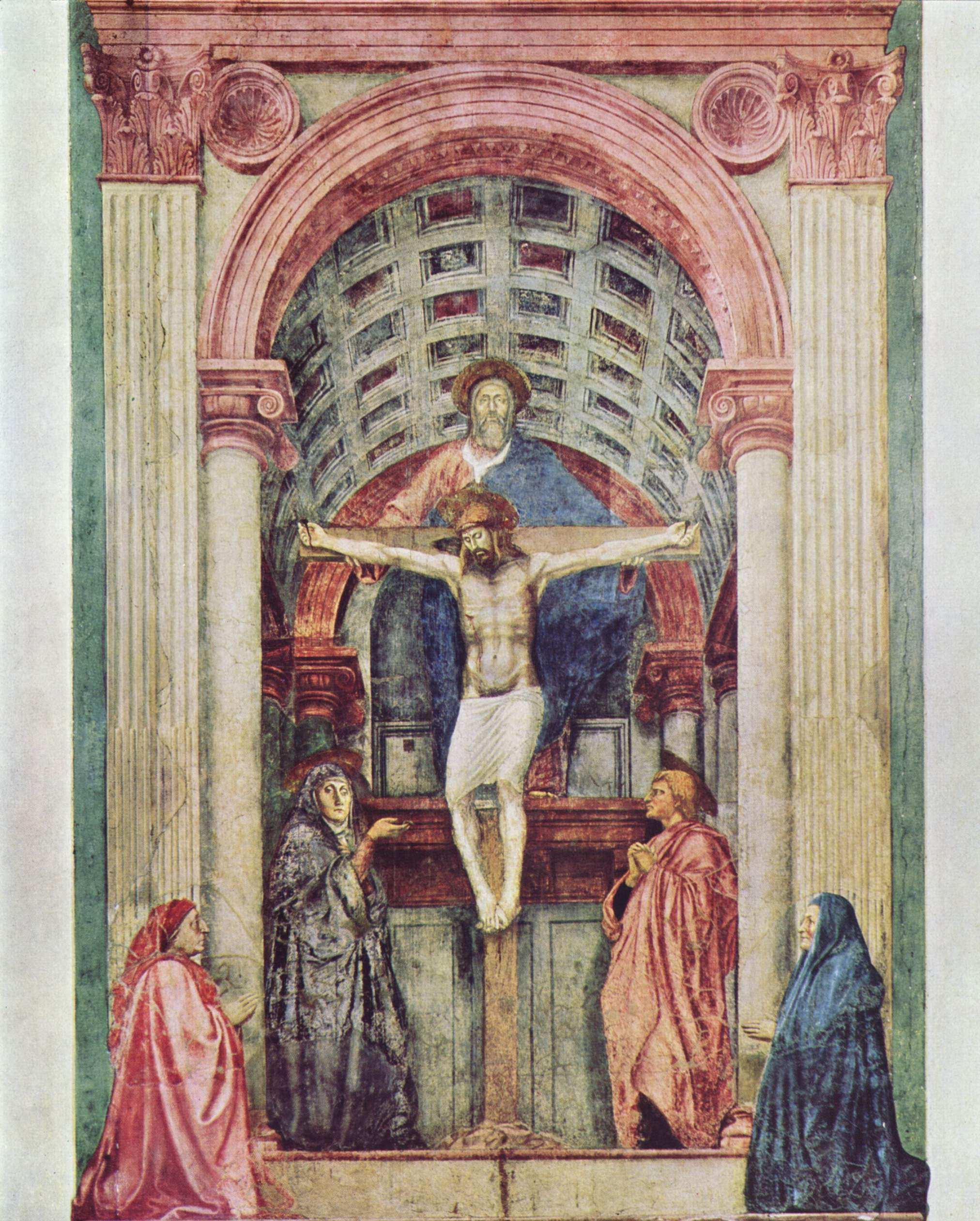
Santa Trinitat amb la marededeu, sant Joan i els donants, 1425-28

A Giotto di Bondone, li calia representar les relacions d'espai i volum i, consegüentment, crear un marc per a figures i objectes de les seves pintures narratives, en què donava un estil més convincent com a representacions de realitat.
Masaccio també agafarà aquest llegat i pinta seguint aquestes normes matemàtiques, provocant tota una revolució en la pintura. Destaca, entre d'altres, la utilització de la perspectiva com a recurs tècnic de la pintura, que amb quadres com Santa Trinitat amb la marededeu, sant Joan i els donants (1425-28) potencià la perspectiva de línies i provocà la sensació a l'espectador de poder tocar les figures i, per tant, apropava el missatge que volia.
L'ús de la perspectiva en la pintura implica, de fet, la coincidència d'invenció i imitació: la realitat és reproduïda amb precisió, però al mateix temps segons el punt de vista subjectiu de l'observador, que en un cert sentit “afegeix” a l'exactitud de l'objecte la bellesa contemplada pel subjecte.
Per a Alberti i els seus seguidors, la pintura esdevingué una ciència de l'espai. El taller compleix funcions de laboratori d'òptica: l'ideal, la duplicació de la realitat com a manera de prendre possessió de la seva essència. La pintura, per tant, assumirà funcions de ciència i de saber teòric, fins i tot filosòfic i matemàtic.
En el Renaixement, s'estableix una relació entre idea i art, i és que en aquest període la pintura en si mateixa és idea, un experiment intel·lectual, una intent de captació i anàlisi mental de la realitat, que la presenta adaptada al món de les idees –platònic– i a l'ordre de l'harmonia formal, recordant els pitagòrics. L'intent d'adequar la representació artística a la bellesa de la idea platònica era comú en els artistes renaixentistes.